# Gefahrgutverordnung
Gefahrgutverordnungen regeln in Deutschland den nationalen und internationalen Transport von Gefahrgut auf Straße, Schiene, Binnengewässern und zur See. Als Grundlage dient das nationale und internationale Gefahrgutrecht.

## Gefahrgutverordnung See (GGVSee)
Die Verordnung über die Beförderung gefährlicher Güter mit Seeschiffen (Gefahrgutverordnung See – GGVSee) regelt die Beförderung gefährlicher Güter mit Seeschiffen. Die aktuelle GGVSee geht auf die Neufassung vom 4. November 2003 zurück (BGBl. I S. 2286).

## Gefahrgutverordnung Straße, Eisenbahn und Binnenschifffahrt (GGVSEB)
Die Verordnung über die innerstaatliche und grenzüberschreitende Beförderung gefährlicher Güter auf der Straße, mit Eisenbahnen und auf Binnengewässern (Gefahrgutverordnung Straße, Eisenbahn und Binnenschifffahrt – GGVSEB) vom 17. Juni 2009 (BGBl. I S. 1389) löste am 25. Juni 2009 die „Gefahrgutverordnung Straße und Eisenbahn – GGVSE“ und die „Gefahrgutverordnung Binnenschifffahrt – GGVBinSch“ ab.

## Gefahrgut-Ausnahmeverordnung (GGAV 2002)
Die Verordnung über Ausnahmen von den Vorschriften über die Beförderung gefährlicher Güter (Gefahrgut-Ausnahmeverordnung - GGAV 2002) vom 6. November 2002 (BGBl. I S. 4350), die zuletzt durch Artikel 2 der Verordnung vom 20. Februar 2019 (BGBl. I S. 124, 137) geändert worden ist, enthält allgemeine Ausnahmen von
1. der Gefahrgutverordnung Straße, Eisenbahn und Binnenschifffahrt und
2. der Gefahrgutverordnung See vom 9. Februar 2016 (BGBl. 2016 I S. 182).

## Gefahrgut-Kontrollverordnung (GGKontrollV)
Verordnung über die Kontrollen von Gefahrguttransporten auf der Straße und in den Unternehmen (GGKontrollV) in der Fassung der Bekanntmachung vom 26. Oktober 2005 (BGBl. I S. 3104), zuletzt geändert durch Artikel 488 der Verordnung vom 31. August 2015 (BGBl. I S. 1474).

## Vorläufer

### Gefahrgutverordnungen Straße und Eisenbahn
Die Verordnung über die innerstaatliche und grenzüberschreitende Beförderung gefährlicher Güter auf der Straße und mit Eisenbahnen (Gefahrgutverordnung Straße und Eisenbahn – GGVSE) vom 11. Dezember 2001 (BGBl. I S. 3529) regelte den nationalen Transport gefährlicher Güter auf Straße und Schiene. Die Verordnung löste die „Gefahrgutverordnung Eisenbahn – GGVE“ und die „Gefahrgutverordnung Straße – GGVS“ ab bzw. fasste diese zu einer Rechtsnorm zusammen. Als Grundlage diente das Europäische Übereinkommen über die internationale Beförderung gefährlicher Güter auf der Straße (ADR). Die letzte Neubekanntmachung der GGVSE stammt vom 24. November 2006 (BGBl. I S. 2683). Sie wurde von der GGVSEB abgelöst bzw. ging in dieser auf.

### Gefahrgutverordnung Straße (GGVS)
Die letzte Neubekanntmachung der Verordnung über die innerstaatliche und grenzüberschreitende Beförderung gefährlicher Güter auf Straßen (Gefahrgutverordnung Straße – GGVS) datiert auf den 22. Dezember 1998 (BGBl. I S. 3993, berichtigt BGBl. 1999 I S. 649). Eine erste „Verordnung über den Schutz vor Schäden durch die Beförderung gefährlicher Güter auf der Straße“ stammte vom 23. Juli 1970 (BGBl. I S. 1133). Die GGVS wurde von der GGVSE abgelöst.

### Gefahrgutverordnung Eisenbahn (GGVE)
Die Verordnung über die innerstaatliche und grenzüberschreitende Beförderung gefährlicher Güter mit Eisenbahnen (Gefahrgutverordnung Eisenbahn – GGVE) wurde letztmals mit der Neubekanntmachung vom 22. Dezember 1998 (BGBl. I S. 3909) novelliert. Ihre ursprüngliche Fassung stammte vom 23. August 1979 (BGBl. I S. 1502). Die GGVE wurde von der GGVSE abgelöst.

### Gefahrgutverordnung Binnenschifffahrt (GGVBinSch)
Die Verordnung über die Beförderung gefährlicher Güter auf Binnengewässern (Gefahrgutverordnung Binnenschifffahrt – GGVBinSch) regelte den Transport gefährlicher Güter auf Rhein, Mosel und allen anderen schiffbaren deutschen Binnengewässern. Die GGVBinSch hatte ihren ersten synoptischen Vorläufer in der „Verordnung zur Einführung der Verordnung über die Beförderung gefährlicher Güter auf dem Rhein (ADN) und über die Ausdehnung dieser Verordnung auf die übrigen Bundeswasserstraßen“ vom 23. November 1971 (BGBl. I S. 1851). Die letzte Neufassung der GGVBinSch datiert auf den 31. Januar 2004 (BGBl. I S. 136). Sie ging zusammen mit der GGVSE in der GGVSEB auf.
Die Verordnungen über die Beförderung gefährlicher Güter auf dem Rhein und über die Beförderung gefährlicher Güter auf der Mosel (jeweils BGBl. 2003 II S. 648) sind mit Wirkung vom 1. Januar 2011 vollständig außer Kraft getreten.